# Red Moon (ソフトウェア)
Red MoonはAndroid用の自由ソフトウェアで、デバイスのディスプレイからブルーライトをフィルタリングするように設計されており、夜間の使用時の眼精疲労や睡眠パターンの乱れを軽減するのに役立つ。色温度、明度、フィルタレベルを個別に調整できるため、デバイスの通常の最小輝度レベルよりも実際の画面輝度を下げることもできる。Red Moonはルート権限を必要としない。